# Ahmed Barzani
Ahmed Mohammad Barzani, noto anche con lo pseudonimo di Khudan (in curdo: ئه‌حمه‌د محه‌ممه‌د بارزانی / Ehmed Mihemed Barzanî) (Barzan, 28 luglio 1896 – 11 gennaio 1969), è stato un politico curdo e capo della tribù Barzani in Kurdistan.
Lo sceicco Ahmed è considerato l'architetto del governo Barzani nel Kurdistan iracheno. Era un nazionalista curdo che portò molte diverse tribù curde sotto il suo comando, ampliando la regione di Barzan. Insieme al fratello minore Mustafa Barzani, combatté contro il governo iracheno negli anni '20 e '30.

## Rivolte di Barzani

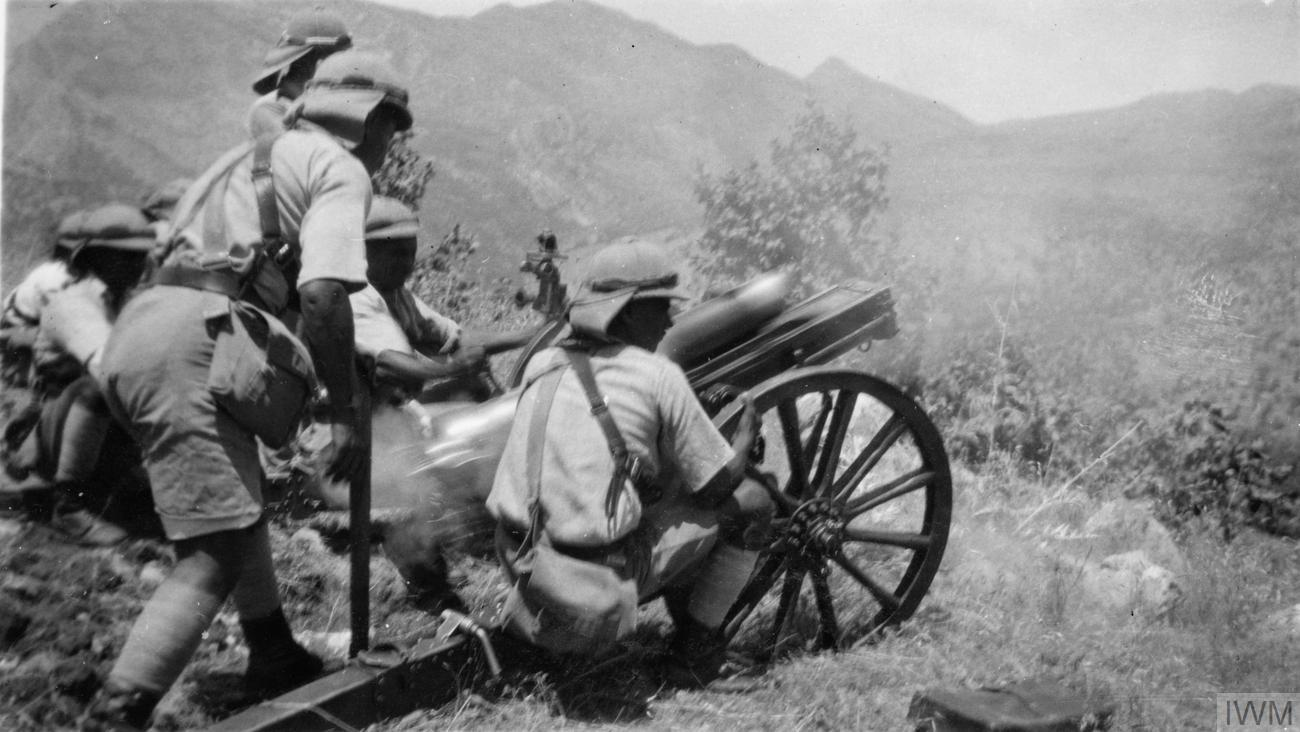

La prima delle grandi rivolte di Barzani ebbe luogo nel 1931 dopo che Mustafa Barzani, uno dei più importanti leader curdi nel Kurdistan iracheno e fratello di Ahmed, riuscì a sconfiggere un certo numero di tribù curde che ne mettevano in discussione il dominio.
Successivamente fu costretto a fuggire in Turchia, dove venne trattenuto in detenzione e poi mandato in esilio nel sud dell'Iraq. Guidò la più grande rivoluzione di Barzan dal 1931 al 1937 e si guadagnò il rispetto di molti generali dell'esercito iracheno che lo stavano combattendo, come il generale Abdul-Jabar Barznji, il comandante dell'esercito iracheno nella regione di Barzan.
Barzani fu al centro del malcontento britannico, iracheno e turco ed era molto in sintonia con i movimenti curdi nel nord guidati dal Khoyboun (la rivolta dell'Ararat). Ricevette molti curdi che cercavano rifugio a Barzan, incluso Kor Hussein Pasha. Nel settembre del 1930, in un'intervista con il primo ministro iracheno, Nuri Said, un addetto militare turco a Baghdad si espresse così: "le operazioni militari ad Ararat sono state portate a termine con successo. L'esercito continuerà operazioni simili a ovest del Lago Van. Ci aspettiamo una rapida fine di queste operazioni. L'esercito turco mobiliterà quindi le sue truppe lungo il confine turco-iracheno se l'esercito iracheno attaccherà lo sceicco Barzani".

## Protezione ambientale
Barzani fu il primo leader ambientalista e ecologista curdo conosciuto.  Rinforzò i regolamenti per mantenere un ambiente pulito e sostenibile. Proibì, tra l'altro:
- L'abbattimento degli alberi, in particolare quelli che forniscono ombra e prevengono l'erosione
- Il miele da sovra-sfruttamento
- L'uccisione di serpenti non velenosi.
- La pesca con dinamite e altri esplosivi
- La caccia durante la stagione riproduttiva.

## L'eredità di Barzani
Barzani rifiutò il modo tradizionale di mantenere la leadership all'interno della stessa famiglia. Sottolineò che chiunque avesse preso l'iniziativa doveva essere qualificato per un tale lavoro. Condannò la corruzione che stava cominciando a prendere piede all'interno del movimento curdo e fu molto critico nell'ignorare le masse oppresse che erano vittime dei fallimenti del movimento. Gli viene anche attribuito il merito di aver sottolineato che il matrimonio avrebbe dovuto essere volontario: egli considerava tale libertà come un diritto civile fondamentale e lo sottolineò pubblicamente.